# John Cusack (politico)
John Joseph Cusack (Bellevale, 8 agosto 1868 – Canberra, 8 settembre 1956) è stato un politico e imprenditore australiano.

## Biografia
Nacque a Bellevale, vicino a Yass, nel Nuovo Galles del Sud e frequentò diversi anni di scuola a Yass. A 15 anni iniziò un apprendistato come fabbro a Berrima. Iniziò a occuparsi di fabbricazione di carrozze a Sydney e nel 1898 tornò a Yass per sposare Minnie Cassidy e aprire un'azienda nel campo della carrozzeria. 
Nel 1904 divenne sindaco di Yass. Fu deputato per la divisione di Eden-Monaro tra il 1929 e il 1931.
Morì all'età di 88 anni, l'8 settembre 1956.